# Acrolophus antonellus
Acrolophus antonellus är en fjärilsart som beskrevs av Barnes och Mcdunnough 1913. Acrolophus antonellus ingår i släktet Acrolophus och familjen Acrolophidae. Inga underarter finns listade i Catalogue of Life.